# Саладилов Петро Матвійович
Петро́ Матві́йович Салади́лов (? — не раніше 16 лютого 1908) — український громадський діяч.

## Біографічні дані
Російський полковник генерального штабу, високий урядовець Міністерства внутрішніх справ Російської імперії (керівник відділу страхування та протипожежних заходів, дійсний статський радник).
Член української громади і управи заснованого 1898 Товариства імені Тараса Шевченка, співзасновник (разом з Олександром Лотоцьким і Петром Стебницьким) українського клубу «Громада» (1906) — усе у Петербурзі.
Допоміг здобути дозвіл цензури на видання українського перекладу Євангелія та повного «Кобзаря» Тараса Шевченка.